# Ilex brevicuspis
Ilex brevicuspis là một loài thực vật có hoa trong họ Aquifoliaceae. Loài này được Reissek mô tả khoa học đầu tiên..